# Variabile Mira

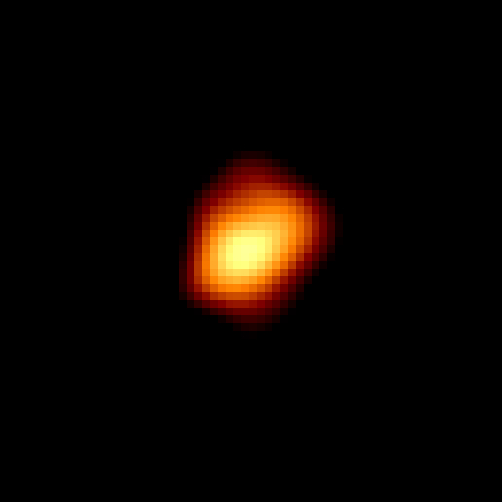
Mira nel 1997 osservata dal Telescopio Spaziale Hubble.

Le variabili Mira, anche dette Mireidi, sono una classe di stelle variabili pulsanti, caratterizzate da colore rosso, periodo di pulsazione più lungo di 100 giorni, e ampiezze di pulsazione maggiori di una magnitudine. Prendono il nome dalla stella Mira (Omicron Ceti), la prima variabile di questo tipo scoperta. Sono stelle giganti rosse, nelle ultime fasi dell'evoluzione stellare (si trovano sul ramo asintotico delle giganti), che entro pochi milioni di anni espelleranno i loro strati esterni come nebulose planetarie, e diventeranno nane bianche.
Le variabili Mira hanno masse non superiori a due masse solari, ma possono essere migliaia di volte più luminose del Sole, grazie ai loro strati esterni molto estesi. Si pensa che siano pulsanti in modi radiali, dove l'intera stella si espande e si contrae con simmetria sferica. La pulsazione si traduce in cambiamenti sia di raggio sia di temperatura, causando il loro cambiamento di luminosità. Il periodo di pulsazione è funzione della massa e del raggio della stella.
Anche se la maggior parte delle variabili Mira presentano delle similitudini nel comportamento e nella loro struttura, sono comunque una classe eterogenea di stelle con età, massa e composizione chimica diversa. Per esempio, molte hanno spettri dominati dal carbonio, il che suggerisce che materia dal nucleo stellare sia stato trasportato in superficie. Questo materiale spesso forma delle sfere di polvere attorno alla stella, le quali contribuiscono anch'esse alle variazioni periodiche di luminosità. Alcune variabili Mira sono anche sorgenti naturali di maser.
Un piccolo sottoinsieme di variabili Mira sembra avere un periodo di pulsazione variabile nel tempo: il periodo aumenta o diminuisce in modo sostanziale (fino ad un fattore tre) nel corso di alcune decine o centinaia di anni. Si pensa che questo effetto derivi da pulsazioni termiche, dove una massa di idrogeno vicino al nucleo della stella diventa abbastanza calda e densa a iniziare una propria fusione nucleare, parallela a quella principale. La struttura della stella deve cambiare per adattarsi alla nuova fonte di energia, cosa che si manifesta all'esterno come un cambiamento del periodo. La teoria prevede che questo effetto si verifichi in tutte le variabili Mira, ma solo per poche migliaia di anni. Poiché la vita di una variabile Mira (o meglio, la sua permanenza in questo stato) si misura in almeno qualche milione di anni, solo poche tra le numerose migliaia di variabili Mira conosciute mostrano questo effetto. La maggior parte delle variabili Mira esibisce comunque un piccolo cambiamento del periodo tra una pulsazione e l'altra.
Le stelle Mira sono soggetti popolari di osservazione tra gli astronomi amatoriali interessati all'osservazione delle stelle variabili, grazie al loro enorme cambiamento di luminosità. Alcune variabili Mira (tra cui Mira stessa) hanno una serie registrata di osservazioni lunga più di un secolo.
Nella tabella sottostante alcune variabili Mira tra le più brillanti e conosciute.
| Nome              | Magn. app. massima | Magn. app. minima | Periodo (giorni) |
| ----------------- | ------------------ | ----------------- | ---------------- |
| Mira (ο Ceti)     | 2                  | 10,1              | 331,996          |
| Chi Cygni         | 3,3                | 14,2              | 408              |
| R Hydrae          | 3,5                | 10,9              | 380              |
| R Carinae         | 3,9                | 10,5              | 308,71           |
| R Leonis          | 4,4                | 11,3              | 309,95           |
| S Carinae         | 4,5                | 9,9               | 149,9            |
| R Cassiopeiae     | 4,7                | 13,5              | 430,46           |
| R Horologii       | 4,7                | 14,3              | 407,6            |
| U Orionis         | 4,8                | 13                | 368,3            |
| RR Scorpii        | 5,0                | 12,4              | 281,45           |
| R Serpentis       | 5,16               | 14,4              | 356,41           |
| R Aquarii         | 5,2                | 12,4              | 387              |
| T Cephei          | 5,2                | 11,3              | 388              |
| R Centauri        | 5,3                | 11,8              | 546,2            |
| R Trianguli       | 5,4                | 12,6              | 266,9            |
| RR Sagittarii     | 5,4                | 14,0              | 336,3            |
| R Leporis         | 5,5                | 11,7              | 427,1            |
| R Aquilae         | 5,5                | 12                | 284,2            |
| S Sculptoris      | 5,5                | 13,6              | 367              |
| W Hydrae*         | 5,6                | 9,6               | 390              |
| R Andromedae      | 5,8                | 15,2              | 409              |
| S Corona Borealis | 5,8                | 14,1              | 360              |